# 李延軍
李延軍（1963年3月18日—），中國辽宁撫順人，前中國女排副攻，身高1.79米，以心理素質好，臨場發揮穩定見稱，擅長攔網、扣球，是中国女排80年代五連冠時的選手。後三連冠時期後排替補隊員，替補上場接一傳防守發球。

## 主要成绩
- 1984年夏季奧林匹克運動會排球比賽冠军